# Günther Laukien
Günther Laukien, né le 23 mai 1924 à Eschringen et mort le 29 avril 1997 à Karlsruhe, est un physicien allemand qui participa au développement de la résonance magnétique nucléaire.

## Biographie
Günther Laukien soutint sa thèse de doctorat, intitulée Freie Präzessionen kernmagnetischer Momente (« Précession libre du moment magnétique nucléaire »), en 1955 à l'université de Stuttgart. Il écrivit également le chapitre Kernmagnetische Hochfrequenzspektroskopie (« Spectroscopie à haute fréquence du magnétisme nucléaire ») du Handbuch der Physik (Manuel de physique) en 1957.
C'est le fondateur de la société Bruker.

## Postérité
Il a donné son nom à un prix délivré par la Experimental Nuclear Magnetic Resonance Conference (ENC), créé en 1999.
Une rue porte également son nom à Wissembourg à proximité de l'établissement Bruker de la ville.